# Jan Bader
Jan Bader (* 7. Mai 2002) ist ein österreichischer Triathlet. Er ist zweifacher und amtierender Triathlon-Staatsmeister auf der Sprintdistanz (2023, 2024).

## Werdegang
Jan Bader startet seit 2017 im österreichischen Triathlonkader.
Im Juni 2022 wurde der 20-Jährige österreichischer Vizestaatsmeister auf der Triathlon-Sprintdistanz.
Im November belegte Bader in Abu Dhabi als bester Österreicher den 13. Rang bei der U23-Weltmeisterschaft auf der olympischen Kurzdistanz (1,5 km Schwimmen, 40 km Radfahren und 10 km Laufen).
Im Juni 2023 wurde er Vizestaatsmeister Triathlon Kurzdistanz und einen Monat später im Juli wurde er in Wallsee beim Mostiman Triathlon Staatsmeister Sprintdistanz und er konnte sich diesen Titel im August 2024 erneut sichern.
Bei der U23-Weltmeisterschaft 2024 belegte er im Oktober in Spanien den 22. Rang.
Jan Bader lebt in Lanzenkirchen.

## Sportliche Erfolge
| Datum/Jahr    | Rang | Wettbewerb                                                | Austragungsort | Zeit        | Bemerkung                                                                                                  |
| ------------- | ---- | --------------------------------------------------------- | -------------- | ----------- | --- |
| 17. Okt. 2024 | 22   | ITU Triathlon World Championship U23                      | Torremolinos   | 01:49:38    | Weltmeisterschaft U23                                                                                      |
| 21. Sep. 2024 | 41   | ETU Triathlon European Championship                       | München        | 01:48:30    | Europameisterschaft auf der olympischen Distanz                                                            |
| 8. Sep. 2024  | 1    | ATU Africa Triathlon Cup                                  | Monastir       | 00:56:55    | |
| 18. Aug. 2024 | 1    | ÖTRV Staatsmeisterschaft Triathlon Sprintdistanz          | Kraig          | 01:00:38,70 | beim Kraigersee-Triathlon in Kärnten                                                                       |
| 7. Okt. 2023  | 47   | ITU World Triathlon Cup                                   | Rom            | 00:57:28    | hinter dem Portugiesen Vasco Vilaça                                                                        |
| 8. Juli 2023  | 1    | ÖTRV Staatsmeisterschaft Triathlon Sprintdistanz          | Wallsee        | 00:53:44    | |
| 24. Juni 2023 | 2    | ETU Europe Triathlon Cup                                  | Wels           | 00:53:04    | hinter dem Deutschen Simon Henseleit                                                                       |
| 3. Juni 2023  | 2    | ÖTRV Staatsmeisterschaft Triathlon                        | Zell am See    | 01:49:05    | Vizestaatsmeister, hinter Lukas Hollaus                                                                    |
| 25. Nov. 2022 | 13   | ITU Triathlon World Championship U23                      | Abu Dhabi      | 01:52:02    | U23-Weltmeisterschaft auf der olympischen Kurzdistanz (1,5 km Schwimmen, 40 km Radfahren und 10 km Laufen) |
| 12. Juni 2022 | 2    | ÖTRV Staatsmeisterschaft Triathlon Sprintdistanz          | Wels           | 00:53:42    | |
| 18. Juni 2021 | 4    | ETU Europameisterschaft Triathlon Junioren                | Kitzbühel      | 00:33:35    | beim Kitzbühel-Triathlon                                                                                   |
| 25. Juli 2020 | 1    | ÖTRV Staatsmeisterschaft Triathlon Sprintdistanz Junioren | Wallsee        | 00:58:22    | |

(DNF – Did Not Finish)